# إيتا بوند
إيتا بوند (بالإنجليزية: Etta Bond)‏ هي مغنية بريطانية، ولدت في 2 ديسمبر 1989.

## وصلات خارجية
- إيتا بوند على موقع IMDb (الإنجليزية)
- إيتا بوند على موقع ميوزك برينز (الإنجليزية)
- إيتا بوند على موقع أول ميوزيك (الإنجليزية)
- إيتا بوند على موقع ديسكوغز (الإنجليزية)